# La Perla (kommun)
La Perla är en kommun i Mexiko.   Den ligger i delstaten Veracruz, i den sydöstra delen av landet, 210 km öster om huvudstaden Mexico City. Antalet invånare är 18 930. Arean är 200 kvadratkilometer.
Terrängen i La Perla är bergig åt nordväst, men åt sydost är den kuperad.
Följande samhällen finns i La Perla:
- La Perla
- Chilapa
- Barrio de San Miguel
- Metlac Hernández
- Tuzantla
- La Lagunilla
- Cruz de Chocamán
- El Zapote
- Xometla
- Papalotla
- Los Fresnos
- Metlac Solano
- El Lindero
- Cumbre del Español
- Macuilácatl Grande
- Villa Hermosa
- El Paso
- Tejocote
- La Golondrina
- San Lorenzo
- Rancho Nuevo
- El Comal
- La Cuchilla
- El Cebadal
- San Martín
- Potrero Nuevo
- La Malvilla
- San Miguel Chinela
- La Mata
- La Coyotera